# Amukta
Amukta (Ammouchta, Amoghta o Amuuxtax) è una delle isole Four Mountains, un sottogruppo delle Aleutine; si trova nel mare di Bering ed appartiene all'Alaska. Le isole più vicine sono Yunaska e Seguam ed è separata da quest'ultima dal canale di Amutka. La piccola isola di Chagulak poi si trova a sole 5 miglia a nord-est.
L'isola è larga 5 miglia e consiste praticamente nello stratovulcano Amukta (1.055 m).